# Las constituyentes
Las Constituyentes es un documental dirigido en 2011 por Oliva Acosta sobre las 27 mujeres, diputadas y senadoras, que participaron en la Legislatura Constituyente. Un documento que recupera la voz de las primeras mujeres que accedieron al Parlamento tras la dictadura de Francisco Franco Bahamonde y que recoge la historia y la participación política de las mujeres en España. El documental está subtitulado en español, inglés y francés.

## Sinopsis
El montaje cuenta con el testimonio de 14 de las 27 parlamentarias que participaron en la Legislatura Constituyente, porque algunas de ellas no han podido participar y siete de ellas ya han fallecido; entre ellas Dolores Ibarruri. En sus intervenciones recuerdan los motivos por los que entraron en política y analizan la evolución de la situación de la mujer en España.
Según la crítica, "uno de los momentos con más fuerza del documental es un encuentro entre esas veteranas y un grupo de políticas en activo de diferentes partidos políticos como las ex ministra Carmen Alborch, Carmen Calvo o Bibiana Aído, diputada de Coalición Canaria, Ana Oramas, la diputada del PP Sara Dueñas, la vocal del CGPJ Margarita Uría, Montserrat Surroca de CiU o Inés Sabanés de IU".

## Participantes
- Asunción Cruañes Molina
- Belén Landáburu González
- Soledad Becerril Bustamante
- María Dolores Calvet Puig
- Ana María Ruiz-Tagle
- Esther Tellado Alfonso
- Nona Inés Vilariño Salgado
- María Dolores Pelayo Duque
- Carlota Bustelo García del Leal
- Virtudes Castro García
- María Izquierdo Rojo
- Rosina Lajo Pérez
- Amalia Miranzo Martínez
- Mercedes Moll de Miguel

### No pudieron participar
- Gloria Begué Cantón
- María Teresa Revilla López
- Inmaculada Sabater Llorens
- Juana Arce Molina
- Elena María Moreno González

### Las que ya no están
- Dolores Blanca Morenas Aydillo (1937-1998)
- Palmira Plá Pechovierto (1914-2007)
- Dolores Ibárruri Gómez (1895-1989)
- Marta Ángela Mata Garriga (1926-2006)
- Pilar Brabo Castells (1943-1993)
- María Victoria Fernández España y Fernández Latorre (1925-1999)
- Carmen García Bloise (1937-1994)
- Maria Rúbies i Garrofé (1932-1993)

## Premios y menciones
- Mención Especial en la sección Eurodoc del Festival de Cine Europeo de Sevilla (2011).[1]
- Premio Mariana Pineda. Festival de Mujeres de Granada.[3]
- Premio Meridiana 2012 a la defensa de la igualdad de la Junta de Andalucía.